# Charles Henry Tyler Townsend
Charles Henry Tyler Townsend (5 de diciembre de 1863, Oberlin, Ohio-17 de marzo de 1944, Itaquaquecetuba , São Paulo) fue un profesor, entomólogo estadounidense.
Era hijo de Nathan Haskin Townsend y de Helen Jeannette Tyler. Comenzó sus estudios en la Escuela Superior de Michigan, y sus estudios de medicina en 1887, en el Columbia College de Carolina del Sur mientras trabajaba como asistente, para el entomólogo Charles Valentine Riley (1843-1895).
Se casó con Caroline W. Hess el 10 de septiembre de 1889 teniendo tres hijos.
Fue profesor de zoología, entomología, y de fisiología animal en la Escuela de agricultura de Nuevo México, Las Cruces de 1891 a 1893. En 1893 y por un año, intercambia su función con Theodore Dru Alison Cockerell (1866-1948) resultando conservador del Museo de Jamaica en Kingston. Fue entomólogo a cuenta del Ministerio de Agricultura de EE. UU., de 1894 a 1898.
Townsend retornó a Las Cruces donde trabajó en la Estación Experimental de Agricultura, de 1898 a 1899. Su mujer falleció en diciembre de 1901. Enseñó en Filipinas de 1904 a 1906. De 1907 a 1909, fue experto de Bombyx disparate (sinónimo Lymantria dispar (Linnaeus 1758) para el USDA.
Obtuvo su bachiller en Ciencias en 1908, y su Ph.D. en 1914 de la Universidad George Washington. Se casó en 2ª nupcias el 1 de junio de 1908 con Margaret C. Dyer con quien tuvo cuatro hijos. En 1909, fue director de la Estación Experimental del Perú, función que conservó cuatro años. En 1913, trabajó en el seno del Laboratorio de Estudios sobre el bombyx disparate de Melrose Highlands, Massachusetts. Sucedió a Daniel William Coquillet (1856-1911) como taxónomo en el "Servicio de Entomología Nacional".
En 1919, comenzó un periodo de diez años donde Townsend principalmente trabajó en América del Sur: Perú, Brasil. En 1929, fundó una casa editorial en São Paulo.
Fue autor de más de 1000 artículos donde 522 en entomología, principalmente sobre los dípteros. Fue autor de más de 3.000 nuevas especies, y 1.491 nuevos géneros.

## Algunas publicaciones
- 1942. Manual of myiology in twelve parts. Volúmenes 7-9. Ed. C. Townsend & Filhos. 441 pp.

- 1916. Diagnoses of new genera of muscoid flies founded on old species. 17 pp.

- 1915. New neotropical muscoid flies. Ed. Gov. Prtg. off. 36 pp.

- 1912. Descriptions of new genera and species of muscoid flies from the Andean and Pacific Coast regions of South America. 138 pp.

## Abreviatura (zoología)
La abreviatura Townsend  se emplea para indicar a Charles Henry Tyler Townsend como autoridad en la descripción y taxonomía en zoología.